# Straszkówek (przystanek kolejowy)
Straszkówek – dawny wąskotorowy przystanek osobowy w Straszkówku, w gminie Kłodawa, w powiecie kolskim, w województwie wielkopolskim, w Polsce. Został wybudowany w 1915 roku. W 1993 roku tory zostały rozebrane.